# Renacer (semanario de Madrid)
Renacer fue un semanario español de ideario monárquico editado en Madrid durante el periodo de la Segunda República española, entre 1932 y 1936. De importancia menor en comparación con sus homólogos ABC y Acción Española, se caracterizó por su apología de la monarquía y del alzamiento contra la República que finalmente se produciría en julio de 1936.

## Historia
La publicación fue fundada el 30 de marzo de 1932 por el juez en excedencia Mario Jiménez Laá, quien también era director de la misma. En junio, poco antes del fallido golpe de Estado de Sanjurjo, el semanario ya era suspendido indefinidamente. El ministro de la Gobernación, Santiago Casares Quiroga, impuso también a Jiménez Laá una multa de mil pesetas en aplicación de la Ley de Defensa de la República. Renacer volvió a publicarse el 31 de diciembre de 1932.
La postura combativa del periódico se refleja en números como el del 5 de marzo de 1933, donde aparecía a toda página una fotografía de Adolf Hitler titulada «El salvador del pueblo alemán» y se recordaba el golpe de Estado de Pavía de 1874 contra la I República, así como en el número del 19 de marzo de 1933, en que se homenajeaba «al ilustre general Sanjurjo», entonces en prisión, con estas palabras:

Renacer envía al insigne caudillo español el testimonio de su admiración, haciendo votos para que Dios haga que el general Sanjurjo  pueda realizar la hermosa obra de la salvación de España.

En mayo de 1933, tras publicar una fotografía de Alfonso XIII con la leyenda «Españoles en el destierro», el Gobierno volvió a actuar contra Renacer. El gobernador de Madrid denunció a la Fiscalía que los responsables del semanario habían depositado los ejemplares preceptivos a las autoridades con cinco días de retraso y, en base al artículo 175 del Código Penal, solicitaba pena de arresto mayor para su director. El 25 de julio de ese año Casares Quiroga ordenaba el ingreso de Jiménez Laá en el penal de Ocaña, de donde salió en libertad provisional el 5 de agosto.
El periódico también se encontró con problemas durante los gobiernos derechistas conformados a partir de octubre de 1934, llegando a ser secuestrado en 1935. El último número que consta de Renacer es el correspondiente al 19 de enero de 1936. Su director, Mario Jiménez Laá, sería fusilado en Madrid al inicio de la guerra civil española.